# Rachel Roberts
Rachel Roberts (ur. 20 września 1927 w Llanelli, zm. 26 listopada 1980 w Los Angeles) – walijska aktorka filmowa i telewizyjna. Trzykrotnie uhonorowana nagrodą BAFTA (dwukrotnie jako najlepsza aktorka pierwszoplanowa i raz jako drugoplanowa).

## Filmografia
seriale
- 1955: ITV Play of the Week jako lady Hamilton
- 1969: Night Gallery jako Rebecca Brigham
- 1970: Play for Today

film
- 1953: Weak and the Wicked, The jako Pat
- 1960: Z soboty na niedzielę jako Brenda
- 1963: Sportowe życie jako Margaret Hammond
- 1971: Zawadiaki jako Madame
- 1973: Szczęśliwy człowiek jako Gloria Rowe/Madame Paillard / pani Richards
- 1975: Piknik pod Wiszącą Skałą jako pani Appleyard
- 1974: Wielkie nadzieje jako pani Gargery
- 1974: Morderstwo w Orient Expressie jako Hildegarde Schmidt
- 1979: Jankesi jako pani Moreton
- 1980: Wieża zakładników jako Sonya